# 7008 Pavlov
A 7008 Pavlov (ideiglenes jelöléssel 1985 QH5) a Naprendszer kisbolygóövében található aszteroida. Nyikolaj Sztyepanovics Csernih fedezte fel 1985. augusztus 23-án.